# Maksimowo (rejon diemidowski)
Maksimowo (ros. Максимово) – wieś (ros. деревня, trb. dieriewnia) w zachodniej Rosji, w osiedlu wiejskim Titowszczinskoje rejonu diemidowskiego w obwodzie smoleńskim.

## Geografia
Miejscowość położona jest nad Wierzoną, przy drodze regionalnej 66N-0519 (66K-11 – Maksimowo), 1,5 km od drogi regionalnej 66K-11 (R120 / Olsza – Diemidow – Wieliż – granica z obwodem pskowskim), 6,5 km od centrum administracyjnego osiedla wiejskiego (Titowszczina), 9,5 km od centrum administracyjnego rejonu (Diemidow), 57,5 km od stolicy obwodu (Smoleńsk), 30 km od granicy z Białorusią.
W granicach miejscowości znajdują się ulice: Bieriegowaja, Galiskaja, Niżniaja, Nowaja, Szkolnaja.

## Demografia
W 2010 r. miejscowość zamieszkiwały 63 osoby.

## Historia
W czasie II wojny światowej od lipca 1941 roku wieś była okupowana przez hitlerowców. Wyzwolenie nastąpiło we wrześniu 1943 roku.